# Reprezentacja Polski na Mistrzostwach Świata w Narciarstwie Alpejskim 2011
Polska na Mistrzostwach Świata w Narciarstwie Alpejskim 2011 w Garmisch-Partenkirchen reprezentowało sześciu sportowców. Nie zdobyli oni żadnego medalu.

## Reprezentanci
Mężczyźni
Maciej Bydliński
- Supergigant - nie ukończył
- Kombinacja alpejska - nie ukończył
- Slalom gigant - nie ukończył
- Slalom - nie ukończył

Michał Kłusak
- Supergigant - 37. miejsce
- Zjazd - 41. miejsce
- Kombinacja alpejska - 27. miejsce

Kobiety
Karolina Chrapek
- Supergigant - 34. miejsce
- Kombinacja alpejska - 20. miejsce
- Slalom gigant - nie ukończyła
- Slalom - 33. miejsce

Agnieszka Gąsienica-Daniel
- Supergigant - nie ukończyła
- Kombinacja alpejska - 19. miejsce
- Slalom gigant - nie ukończyła
- Slalom - 30. miejsce

Katarzyna Karasińska
- Slalom gigant - 48. miejsce
- Slalom - 27. miejsce

Aleksandra Kluś
- Slalom gigant - nie ukończyła
- Slalom - nie ukończyła